# Orchipedum plantaginifolium
Orchipedum plantaginifolium là một loài thực vật có hoa trong họ Lan. Loài này được Breda mô tả khoa học đầu tiên năm 1827.